# Грејфорд (Тексас)
Грејфорд (енгл. Graford) град је у америчкој савезној држави Тексас. По попису становништва из 2010. у њему је живело 584 становника.

## Демографија
Према попису становништва из 2010. у граду је живело 584 становника, што је 6 (1,0%) становника више него 2000. године.
| Група             | 2000.       | 2010.       |
| Белци             | 542 (93,8%) | 505 (86,5%) |
| Афроамериканци    | 0 (0,0%)    | 4 (0,7%)    |
| Азијати           | 0 (0,0%)    | 1 (0,2%)    |
| Хиспаноамериканци | 28 (4,8%)   | 56 (9,6%)   |
| Укупно            | 578         | 584         |